# Cherianella subtilis
Cherianella subtilis är en stekelart som beskrevs av John M. Heraty 2002. Cherianella subtilis ingår i släktet Cherianella och familjen Eucharitidae. Inga underarter finns listade i Catalogue of Life.